# Cavendishia capitulata
Cavendishia capitulata är en ljungväxtart som beskrevs av John Donnell Smith. Cavendishia capitulata ingår i släktet Cavendishia och familjen ljungväxter. Inga underarter finns listade i Catalogue of Life.